# Tổng thống Afghanistan
Tổng thống Cộng hòa Hồi giáo Afghanistan, thường được gọi là Tổng thống Afghanistan là chức danh của nguyên thủ quốc gia và người đứng đầu chính phủ của Cộng hòa Hồi giáo Afghanistan. Tổng thống đồng thời là tổng tư lệnh của Quân đội Afghanistan, giữ chức vụ cao nhất trong lực lượng vũ trang của Afghanistan.
Afghanistan là một nước cộng hòa không liên tục - giữa thời kỳ 1973-1992 và từ 2001-2021 - vào những lúc khác thì quốc gia này được trị vì bởi vua, thủ hiến và các nhà cai trị Hồi giáo dưới các chế độ mujahideen và  Taliban trong thập niên 1990. Rồi xuyên suốt cuộc nội chiến, đất nước được công nhận là Nhà nước Hồi giáo Afghanistan và Tiểu vương quốc Ả Rập Hồi giáo Afghanistan. Sau Cuộc tấn công của Taliban vào năm 2021, chính phủ Cộng hòa chính thức sụp đổ sau sự kiện Kabul thất thủ, kéo theo sự sụp đổ của phủ tổng thống và chức danh.
Hiến pháp Afghanistan hiện nay quy định quyền hạn của rộng rãi của tổng thống về các vấn đề quân đội và lập pháp, với một Quốc hội khá yếu. Đã có một chủ đề tranh cãi đáng kể khi được Loya Jirga quốc gia này thảo luận tháng 12 năm 2003. Tuy nhiên, chức vụ tổng thống được chính quyền lâm thời và những quốc gia hậu thuẫn phương Tây xem là cốt yếu để đảm bảo tính ổn định cho Afghanistan.
Tổng thống Hamid Karzai đã trở thành nguyên thủ quốc gia đầu tiên được bầu theo hình thức dân chủ tại Afghanistan vào ngày 7 tháng 12 năm 2004. Quốc hội là cơ quan lập pháp quốc gia của Afghanistan. Nó là một hội đồng lưỡng viện gồm Meshrano Jirga (Thượng viện) và Wolesi Jirga (Hạ viện). Cơ quan lập pháp hiện nay được bầu vào ngày 18 tháng 9 năm 2005. Các thành viên của Tòa án Tối cao đã được tổng thống bổ nhiệm để hình thành bộ máy tư pháp. Bên cạnh đó, hệ thống này cung cấp một tập hợp các kiểm tra và cân bằng chưa từng có trong nước. Ngoài ra, hệ thống còn khá mới mẻ, việc thi hành chỉ được bắt đầu từ năm 2004, sau nhiều thập kỷ chiến tranh giữa các phe phái và lãnh chúa khác nhau. Những tàn tích của các lãnh chúa gần như không còn tồn tại. Liên Hợp Quốc và các chính phủ cùng các tổ chức khác đóng một vai trò quan trọng trong việc xây dựng lại môi trường chính trị dân chủ mới mẻ này.

## Các đời tổng thống
| #                                                              | #                      | Tên                           | Tên         | Sinh-Mất             | Từ                   | Đến                                            | Đảng phái                               |
| -------------------------------------------------------------- | ---------------------- | ----------------------------- | ----------- | -------------------- | -------------------- | ---------------------------------------------- | --------------------------------------- |
| Tổng thống nước Cộng hòa Afghanistan                           |                        |                               |             |                      |                      |                                                |                                         |
|                                                                | 1                      | Mohammed Daoud Khan           | không khung | 1909–1978            | 17 tháng 7 năm 1973  | 27 tháng 4 năm 1978                            | Độc lập (tới 1976)                      |
|                                                                | 1                      | Mohammed Daoud Khan           | không khung | 1909–1978            | 17 tháng 7 năm 1973  | 27 tháng 4 năm 1978                            | Đảng Cách mạng Dân tộc                  |
| Chủ tịch Hội đồng Cách mạng Lực lượng Vũ trang Afghanistan     |                        |                               |             |                      |                      |                                                |                                         |
|                                                                | 2                      | Abdul Qadir Dagarwal          |             | 1944–                | 27 tháng 4 năm 1978  | 30 tháng 4 năm 1978                            | Đảng Dân chủ Nhân dân (phe Khalq)       |
| Chủ tịch Hội đồng Cách mạng nước Cộng hòa Dân chủ Afghanistan  |                        |                               |             |                      |                      |                                                |                                         |
|                                                                | 3                      | Nur Muhammad Taraki           | không khung | 1917–1979            | 30 tháng 4 năm 1978  | 14 tháng 9 năm 1979                            | Đảng Dân chủ Nhân dân (phe Khalq)       |
|                                                                | 4                      | Hafizullah Amin               |             | 1929–1979            | 14 tháng 9 năm 1979  | 27 tháng 12 năm 1979                           | Đảng Dân chủ Nhân dân (phe Khalq)       |
|                                                                | 5                      | Babrak Karmal                 |             | 1929–1996            | 27 tháng 12 năm 1979 | 24 tháng 11 năm 1986                           | Đảng Dân chủ Nhân dân (phe Parcham)     |
|                                                                | 6                      | Haji Mohammad Chamkani        |             | 1947–                | 24 tháng 11 năm 1986 | 30 tháng 9 năm 1987                            | Độc lập                                 |
|                                                                | 7                      | Mohammad Najibullah           |             | 1947–1996            | 30 tháng 9 năm 1987  | 30 tháng 11 năm 1987                           | Đảng Dân chủ Nhân dân (phe Parcham)     |
| Tổng thống nước Cộng hòa Afghanistan                           | 7                      |                               |             |                      |                      |                                                |                                         |
| Mohammad Najibullah                                            | 7                      |                               | 1947–1996   | 30 tháng 11 năm 1987 | 16 tháng 4 năm 1992  | Đảng Dân chủ Nhân dân (phe Parcham) (đến 1990) |                                         |
| Mohammad Najibullah                                            | 7                      | Đảng Dân chủ Watan            | 1947–1996   | 30 tháng 11 năm 1987 | 16 tháng 4 năm 1992  |                                                |                                         |
|                                                                | 8                      | Abdul Rahim Hatif             |             | 1926–2013            | 16 tháng 4 năm 1992  | 28 tháng 4 năm 1992                            | Đảng Dân chủ Watan                      |
| Tổng thống Nhà nước Hồi giáo Afghanistan                       |                        |                               |             |                      |                      |                                                |                                         |
|                                                                | 9                      | Sibghatullah Mojaddedi        |             | 1926–                | 28 tháng 4 năm 1992  | 28 tháng 6 năm 1992                            | Mặt trận Giải phóng Dân tộc Afghanistan |
|                                                                | 10                     | Burhanuddin Rabbani           | không khung | 1940–2011            | 28 tháng 6 năm 1992  | 27 tháng 9 năm 1996                            | Jamiat-e Islami                         |
| Chủ tịch Hội đồng Tối cao Nhà nước Hồi giáo Afghanistan        |                        |                               |             |                      |                      |                                                |                                         |
|                                                                | 11                     | Mullah Mohammed Omar          |             | c. 1959–             | 27 tháng 9 năm 1996  | 13 tháng 11 năm 2001                           | Taliban                                 |
| Tổng thống Liên minh phương Bắc Afghanistan                    |                        |                               |             |                      |                      |                                                |                                         |
|                                                                | I                      | Burhanuddin Rabbani           | không khung | 1940–2011            | 27 tháng 9 năm 1996  | 13 tháng 11 năm 2001                           | Jamiat-e Islami (Liên minh phương Bắc)  |
| Tổng thống Nhà nước Hồi giáo Afghanistan Chuyển tiếp           |                        |                               |             |                      |                      |                                                |                                         |
|                                                                | 10                     | Burhanuddin Rabbani           | không khung | 1940–2011            | 13 tháng 11 năm 2001 | 22 tháng 12 năm 2001                           | Jamiat-e Islami (Liên minh phương Bắc)  |
|                                                                | 12                     | Hamid Karzai                  | không khung | 1957–                | 22 tháng 12 năm 2001 | 7 tháng 12 năm 2004                            | Độc lập                                 |
| Tổng thống nước Cộng hòa Hồi giáo Afghanistan                  | 12                     |                               |             |                      |                      |                                                |                                         |
| Hamid Karzai                                                   | 12                     | không khung                   | 1957–       | 7 tháng 12 năm 2004  | 29 tháng 9 năm 2014  | Độc lập                                        |                                         |
| 13                                                             | Ashraf Ghani           |                               | 1949–       | 29 tháng 9 năm 2014  | 15 tháng 8 năm 2021  | Độc lập                                        |                                         |
| -                                                              | Amrullah Saleh (Quyền) |                               | 1972–       | 17 tháng 8 năm 2021  | Đương nhiệm          | Độc lập                                        |                                         |
| Chủ tịch Hội đồng Tối cao Tiểu vương quốc Hồi giáo Afghanistan |                        |                               |             |                      |                      |                                                |                                         |
|                                                                | -                      | Mawlawi Hibatullah Akhundzada |             | 1961–                | 15 tháng 8 năm 2021  | Đương nhiệm                                    | Taliban                                 |